# Charles-Christophe Leblanc
Charles-Christophe Leblanc est un homme politique français né le 5 mars 1731 à Senlis (Oise) et décédé le 30 juin 1799 à Eaubonne.
Conseiller au présidial et maire de Senlis sous l'Ancien Régime, il est député du tiers état aux États généraux de 1789, siégeant dans la majorité réformatrice. En 1790, il devient juge au tribunal de district de Senlis.

## Sources
- « Charles-Christophe Leblanc », dans Adolphe Robert et Gaston Cougny, Dictionnaire des parlementaires français, Edgar Bourloton, 1889-1891 [détail de l’édition]